# Єлек (син Арпада)
Єлек (Гєлек (Hülek) в Anonymus, Ілле (Üllő) в місцевих назвах) — син угорського князя Арпада. Його ім'я походить від тюркського *ellig «з державною організацією»; можна пояснити з чуваської форми слова «правитель, цар» за посередництва хазар. Загальноприйнятим тюркським еквівалентом слова в назвах місць є Üllő.
Його зимове житло було на стороні Калоча в районі Калоча — Тольна, де зустрічалися землі Арпада та його чотирьох синів, а його літнє житло могло бути Ілле. За словами Аноніма, його сини отримали дукат Нітри.

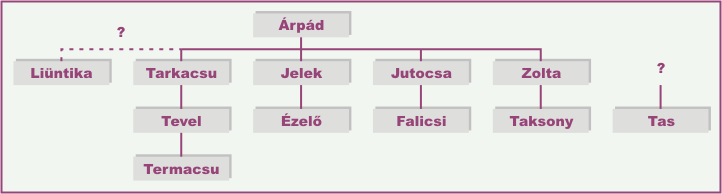
Нащадки Арпада за Костянтином

Існує деяка суперечка щодо того, хто був сином Єлека. Близько 948 року Костянтин VII Багрянородний, називає імена чотирьох синів і чотирьох онуків великого князя Арпада: син Тархачі з сином Тевелі, син Езелег, син Юташ з сином Файсом («теперішній князь»), син Золта з сином Такшонем. Потім він каже, що Тархачі та Тевелі вже мертві, але син Тевелі Термецу знаходиться в посольстві. Він також каже, що інші троє синів Арпада мертві, але його онуки, Фалі, Тас і Таксоні, все ще живі. Так Езелег зник з переліку, але з'явився раніше згаданий Тас. Тут імператор навіть не згадує ім'я п'ятого, власне, старшого сина Ліюнтика, якого він згадує в іншому місці, у поході проти болгар. Отже, він знає своє ім'я, але тут він перераховує лише синів, які важливі з точки зору спадкоємства.
Історики поки що не дійшли згоди щодо розв'язання проблеми. Більшість погоджується, що Тас був онуком Арпада, але, за Балінтом Гоманом і Деже Дюммертом, Тас був молодшим братом Файса, тобто сином Юташі.
За словами Дьєрдя Дьорфі, Тас був сином Єлека, а не Езелега. Свою позицію Дьордь Дьорффі засновує на вивченні назв угорських поселень, у ході якого він встановив резиденції Арпада та його нащадків, а також виявив, що вони були близькі одне до одного у випадку Єлека та Таша.